# Arrondissement Civray
Civray is een voormalig arrondissement in het departement Vienne in de Franse regio Nouvelle-Aquitaine. Het arrondissement werd op 17 februari 1800 gevormd en op 10 september 1926 opgeheven. De vijf kantons werden bij de opheffing toegevoegd aan het arrondissement Montmorillon.

## Kantons
Het arrondissement was samengesteld uit de volgende kantons:
- kanton Availles-Limouzine
- kanton Charroux
- kanton Civray
- kanton Couhé
- kanton Gençay